# Неофит VII Константинополски
Неофит VII Константинополски (на гръцки: Πατριάρχης Νεόφυτος Ζ΄) е вселенски патриарх на два пъти от 1789 до 1794 година и от 1798 до 1801 година.

## Биография
Роден в гръцко семейство в Смирна със светско име Николаос. Завършва известното евангелско училище в Смирна, където учител му е йеромонах Йеротей Дендринос. Противник е на популяризирането на религиозни текстове, смятайки, че това ще доведе до вулгаризирането им. Служи като велик архидякон на Вселенската патриаршия.
През май 1771 година е избран и по-късно ръкоположен за маронийски митрополит.
На 1 май 1789 година, с началото на управлението на султан Селим III, е избран за вселенски патриарх, като около честността на избора му остават съмнения. Управлението му в Цариград е смятано за достойно.
На 1 март 1794 година е принуден да подаде оставка. Първоначално е заточен на остров Халки, а след това на Родос, на Патмос и накрая на Света гора.
На 19 декември 1798 година е избран повторно за вселенски патриарх. По време на управлението му е възстановена Великата народна школа и са основани много училища. Неофит нарежда бившите патриарси, свалени от катедрата, да не живеят в границите на Константинополската архиепископия. Той също така открива нова митрополия на Корфу и съдейства за издаването на два канонични сборника – Κανονικόν от монах Христофор и Πηδάλιον от Никодим Светогорец .
На 17 юни 1801 година отново се оттегля и е заточен в светогорския манастир Симонопетра. Към края на 1804 година му е разрешено да се установи в Енос, Тракия.
Умира през 1806 година.